# Chi è l'altro?
Chi è l'altro? (The Other) è un film del 1972 diretto da Robert Mulligan.

## Trama
Nel Connecticut vivono Alexandra, suo figlio Niles, e la nonna, una russa con facoltà medianiche, che insegna al nipotino come capire e identificarsi con le altre creature, umane e animali. Già dotato di vivida immaginazione, il piccolo Niles rifiuta di credere nella morte del suo fratellino gemello e gli imputa una serie di misteriosi omicidi commessi nei dintorni. A poco a poco le due donne intuiscono la terribile verità.